# Affaire de l'étude de Rind, Tromovitch et Bauserman
L'affaire de l'étude de Rind, Tromovitch et Bauserman est une controverse suscitée par la publication en 1998, dans le Psychological Bulletin, revue de la Société américaine de psychologie, d'un article de trois psychologues américains : Bruce Rind, du département de psychologie de l'université de Philadelphie, Philip Tromovitch, de l'université de Pennsylvanie, et Robert Bauserman, de l'université du Michigan. Cette étude, qui porte sur les abus sexuels sur mineurs et les éventuelles séquelles psychologiques observées chez les victimes de ceux-ci, est une méta-analyse de 59 enquêtes effectuées précédemment auprès d'étudiants ayant été victimes ou non d'abus sexuels, le ressenti personnel de ceux qui ont subi ces abus, et les signes cliniques de traumatisme (alcoolisme, dépression, anorexie, paranoïa...), en vue d'en déterminer les conséquences à long terme.
La conclusion des auteurs de cette étude est que « le point de vue selon lequel les abus sexuels sont par nature destructeurs, et causent un traumatisme sévère aux garçons comme au filles est propre à la culture américaine et ce point de vue n'est pas soutenu par les résultats de l'étude ».
L'étude a provoqué aux États-Unis une vive controverse, portant aussi bien sur ses conclusions que sur la méthode employée par les auteurs. L'étude a été condamnée à l'unanimité par les membres de la Chambre des représentants et du Sénat. La condamnation d'une étude scientifique par le Congrès était, à cette époque, un événement sans précédent.
Parmi les trois auteurs de l'étude, deux avaient participé à des conférences organisées par des militants pédophiles et contribué à des publications de cette même mouvance,, et le troisième a fait par la suite des déclarations publiques en faveur de la pédophilie.

## L'étude
Selon les auteurs, il ressort des échos donnés dans les médias et la littérature professionnelle que les abus sexuels sont traumatisants, que leur dommage est généralisé et durable, et qu'ils sont en général vécus comme une expérience très négative. Le but officiel de l'analyse réalisée par Rind, Tromovich et Bauserman est de vérifier si la manière dont sont vécus les abus sexuels correspond à cette description.
Un des constats des auteurs est que l'appellation abus sexuel est utilisée par les chercheurs pour désigner autant une violation des normes sociales que le tort causé à une victime ; or, une violation des normes sociales n'a pas forcément une conséquence négative pour la victime. Cependant, ils justifient l'utilisation du terme « abus sexuel sur enfants » (en anglais Child Sexual Abuse, abrégé en CSA) car ce terme a été employé par les auteurs des études antérieures.

### Méthodologie
L'étude de Rind, Tromovitch et Bauserman effectue un rapprochement et une consolidation (méta-analyse) des résultats de 59 enquêtes indépendantes réalisées entre 1975 et 1995 dans des universités américaines, et portant sur la population étudiante. Des enquêtes portant sur des abus sexuels, les conséquences sur l'étudiant concerné, ou bien des symptômes comme l'alcoolisme, la dépression nerveuse, l'anorexie, la phobie, la paranoïa et le suicide. Ces enquêtes présentent d'une part des résultats de référence concernant des étudiants n'ayant pas vécu d'abus sexuel, et de l'autre des résultats concernant des étudiants qui en ont subi.
La méta-analyse se base sur la consolidation de trois ensembles : les différences d'équilibre des étudiants selon qu'ils aient été ou non victimes d'abus sexuels, ainsi qu'en fonction de leur situation familiale, et les différences de situation familiale entre les étudiants victimes ou non d'abus sexuels. Le but du troisième ensemble est de déterminer si les différences dans l'équilibre psychologique des victimes d'abus sexuels peuvent être confondues avec celles dues à leur situation familiale et donc si la relation entre l'équilibre et les abus sexuels est fondée ou non.
Une des difficultés rencontrée par les auteurs est que les 59 enquêtes utilisées n'ont pas la même définition du mot abus sexuel. Les enquêtes n'ont pas la même définition du terme enfant, fixant l'âge limite entre 16 et 18 ans (75 % des études), ou alors 14 ans (25 % des études). Et 70 % des enquêtes tiennent compte de la différence d'âge entre l'enfant / adolescent et l'adulte, mais ne tiennent pas compte du consentement du partenaire sexuel le plus jeune.
Une autre difficulté est que certaines enquêtes utilisées comportent une décomposition en catégories de ce qui est considéré comme abus sexuel mais que les catégories diffèrent d'une enquête à l'autre (par exemple exhibitionnisme, caresses, attouchements, masturbation, fellation, tentative de copulation, et pénétration). Rind, Tromovitch et Bauserman ont alors établi un barème de gravité pour chaque catégorie. Ce barème tient compte également de la proximité de la relation entre les personnes (parents biologiques, membres de la famille, ou non), de la fréquence des abus, et de l'usage de la force ou de menaces.

### Conclusions
Selon les résultats de cette méta-analyse, 51 % des abus subis par les garçons et 39 % des abus subis par les filles seraient de l'ordre des caresses, 46 % des victimes d'abus sexuels l'auraient été à plusieurs reprises et 23 % des abus sexuels sur des garçons et 41 % des abus sur les filles auraient été réalisés sous la contrainte.
Toujours selon cette étude, 14 % des garçons et 27 % des filles dans les universités auraient vécu au moins une fois une expérience classée comme un « abus sexuel » par une ou plusieurs des 59 enquêtes. Selon cette étude il existe une corrélation de moins de 1 % entre la désorientation (signes cliniques de traumatisme) et le fait d'avoir subi un abus sexuel, et une corrélation 9 fois plus élevée entre la situation familiale et la désorientation. Toujours selon cette étude, le traumatisme subi n'est pas généralisé et durable, et il n'est pas vécu de la même manière par les filles que par les garçons.
Selon les auteurs, le facteur de corrélation très bas s'explique par le fait que dans des études comparables effectuées dans des milieux cliniques il existe une forte proportion de cas d'incestes, alors que ceux-ci ne représentent que 16 % des cas d'abus recensés lors d'enquêtes dans les universités.
L'étude comporte également une statistique en fonction des caractéristiques de l'abus sexuel - durée, fréquence, présence de contraintes et pénétration. Le résultat de cette statistique est une prévalence élevée (12 %) de signes cliniques dans les cas où il y a eu contrainte, une prévalence de près de 2 % dans les cas d'inceste, et une prévalence inférieure à 1 % pour les autres cas.
Selon cette étude, parmi les événements classés, d'un point de vue légal, comme un abus sexuel, 10 % des événements vécus par les filles, et 27 % des événements vécus par les garçons auraient été rapportés par les victimes comme étant une expérience positive. 70 % des événements vécus par les filles et 33 % des événements vécus par les garçons auraient été rapportés comme étant une expérience négative. 
Selon cette étude, les traumatismes à long terme sont peu fréquents, un abus sexuel étant le plus souvent rapporté comme une expérience constituant un traumatisme passager. Le facteur de corrélation très bas entre la désorientation et le fait d'avoir vécu un abus sexuel ne soutient pas le fait que plus de 50 % des filles considèrent tel événement comme une expérience négative.
Les auteurs concluent leur étude en estimant que « le point de vue selon lequel les abus sexuels sont par nature destructeurs, et causent un traumatisme sévère aux garçons comme au filles est propre à la culture américaine ». Ils estiment que leur travail tend à infirmer ce point de vue, induit selon eux par « la manière dont la notion d'abus sexuel est construite par les chercheurs ». Les auteurs suggèrent d'utiliser une appellation « neutre », qui serait « sexualité adulte-enfant », et de réserver le mot abus sexuel aux cas d'expériences dommageables – jugées négatives par l'enfant. Ils suggèrent également de faire la distinction entre les enfants et les adolescents, arguant que pour ces derniers « il existe des formes socialement condamnées qui entrent dans le cadre normal de la sexualité humaine ».

## La controverse
L'article est tout d'abord refusé par le comité de lecture du Psychological Bulletin ; il est ensuite proposé une seconde fois après un changement de comité, et finalement publié malgré un avis défavorable d'au moins l'un des membres du nouveau comité,. Sa parution passe inaperçue dans un premier temps. L'une des premières réactions vient, en décembre 1998, d'une association conservatrice prétendant traiter l'homosexualité par la psychothérapie, la National Association for Research & Therapy of Homosexuality (NARTH), qui dénonce l'étude sur son site Internet. L'article devient connu du grand public au printemps 1999, lorsque la présentatrice de radio Laura Schlessinger, animatrice de l'émission The Dr Laura show, s'indigne publiquement de ses conclusions, en considérant qu'elles incitent aux relations sexuelles entre adultes et enfants. Dénonçant le caractère pseudo-scientifique de cette combinaison de 59 travaux différents, l'animatrice reproche vivement à la Société américaine de psychologie (APA) d'avoir publié ce texte. Cette intervention marque le début d'une très forte controverse médiatique, scientifique et politique. Peu après les déclarations de Laura Schlessinger, un groupe ouvertement pédophile, la North American Man/Boy Love Association (NAMBLA), se réjouit de la publication de l'étude, renforçant l'impression que l'article constitue une apologie de la pédophilie. L'APA réagit en réaffirmant la nocivité des abus sexuels sur mineurs et en contestant que l'étude incite en quoi que ce soit à la pédophilie. Raymond D. Fowler, président de l'APA, défend dans un email interne le travail du comité de lecture ayant abouti à la publication de l'article et réaffirme également la nocivité de l'abus sexuel sur mineur et de la pédophilie. 
La politique s'empare de l'affaire quand plusieurs élus républicains du Congrès prennent part à la controverse, et dénoncent l'article comme induisant une banalisation de la pédophilie. Au cours de l'année 1999, les autorités de plusieurs États américains adoptent des résolutions condamnant l'article. Dans une lettre ouverte publiée le 3 juillet, la Société d'études scientifiques en sexologie (Society for the Scientific Study of Sex, abr. SSSS) demande à l'association américaine de psychologie de soutenir les travaux des docteurs Rind, Tromovich et Brauserman, et de soutenir le besoin des scientifiques de « conduire des recherches en sexualité humaine hors de toute contrainte due à des considérations politiques », arguant que « seules les recherches scientifiques désintéressées, scrupuleusement honnêtes peuvent espérer apporter des réponses ». Le 12 juillet, la Chambre des représentants adopte une résolution condamnant l'article et affirmant la nocivité des relations sexuelles entre adultes et enfants ; le Sénat adopte une résolution similaire le 30,. La condamnation d'une étude scientifique par le Congrès est alors un événement sans précédent. Cette condamnation de l'étude par le Congrès sème le trouble au sein de la communauté scientifique américaine ; certains savants s'inquiètent alors d'éventuelles interférences de la politique avec la recherche.
En septembre, l'Association américaine pour l'avancement des sciences (AAAS), sollicitée par l'APA pour réaliser une étude indépendante, conclut que le processus ayant abouti à la publication de l'article était correct, et ne relève aucun indice de pratiques contestables dans le travail des auteurs. Les conclusions de l'AAAS s'abstiennent cependant de juger l'article sur le fond et soulignent que déceler un problème dans un article avant publication relève du travail du comité de lecture. En août 2000, l'APA adopte un texte affirmant son opposition à toute forme de censure en matière de recherche scientifique, et précisant que les chercheurs doivent être libres de faire part de leurs travaux et de leurs découvertes dès lors que leurs recherches ont été menées en fonction de standards éthiques et méthodologiques.
Au sein de la communauté scientifique, l'étude fait l'objet de diverses critiques quant à sa méthode et à la validité de ses conclusions. Les critiques portent notamment sur les méthodes de calcul utilisées pour évaluer et comparer les dommages psychologiques chez les hommes et les femmes, concluant à des dommages plus profonds chez les femmes. Le docteur David Spiegel, de l'institut de psychiatrie de l'université Stanford, souligne de graves défaillances dans la méthode d'analyse utilisée par Rind, Tromovich et Bauserman, estimant que ces derniers « utilisent la méta-analyse de la même manière qu'un ivrogne se sert d'un lampadaire : pour s'y appuyer et non pour s'éclairer ». Selon lui, le fait de se pencher exclusivement sur la population étudiante introduit un biais en faveur de ceux qui sont sortis relativement indemnes d'un abus sexuel, en excluant de fait les cas de personnes qui ont été si profondément affectées qu'elles sont incapables de suivre des études supérieures. Pour David Spiegel, seule une analyse exhaustive portant également sur les conséquences les plus graves (maladies mentales, consommation de drogues et échec scolaire) peut répondre de manière correcte à la question des impacts à long terme des abus sexuels,. Spiegel critique également la palette d'enquêtes choisies pour réaliser la méta-analyse. Une des enquêtes ne concerne pas les abus sexuels, mais les « enfants qui ont eu des contacts avec des pervers ». Selon lui « le fait d'inclure les résultats d'une telle enquête atténue le lien entre le vécu et les conséquences ». Il met en avant le fait, reconnu par les auteurs, que « les principales enquêtes utilisées ne s'intéressent pas au syndrome post-traumatique » — qui fait suite à une situation choquante. Selon Spiegel, « étant donné que l'étude porte sur des cas relativement bénins, il n'est pas surprenant de trouver un lien entre la situation familiale et l'équilibre mental ». Il critique également l'affirmation de Rind, Tromovich et Bauserman selon laquelle « il est possible qu'un enfant ait eu envie, ou du moins consenti à un acte sexuel avec un adulte » arguant que la relation enfant-adulte est par nature inégale, et conclut que « c'est le cas pour des enfants qui n'ont ni la connaissance ni la capacité physique de refuser une telle proposition ». Il dénonce également la confusion effectuée par l'étude entre enfants et adolescents, les premiers étant incapables de donner leur consentement pour un acte sexuel ; il souligne en outre que l'analyse élude entièrement le trouble de stress post-traumatique, pourtant le symptôme le plus fréquent.
En 2001, le Journal of Child Sexual Abuse publie une série d'articles critiquant l'analyse de Rind, Tromovitch et Bauserman. La pédiatre Stephanie J. Dallam qualifie l'article de texte de propagande, qui utilise la science pour tenter de légitimer ses thèses. Elle souligne également que deux des auteurs, Bruce Rind et Robert Bauserman, entretiennent des liens avec des groupes de militants pédophiles et ont collaboré à Paidika: The Journal of Paedophilia, une revue pro-pédophile en langue anglaise publiée aux Pays-Bas,. Quatre autres chercheurs jugent que les conclusions de l'étude sont dénuées de validité sur le plan scientifique. Les auteurs défendent quant à eux leur méthode, qu'il s'agisse du choix de la population étudiée ou de l'amalgame de différentes études. 
La méta-analyse reçoit le soutien de certains chercheurs comme la psychosociologue Carol Travis. Le président de l'APA insiste sur le fait que la controverse a conduit à négliger l'un des principaux enseignements de l'étude, à savoir qu'il est possible de surmonter le traumatisme dû à un abus sexuel. L'étude est par ailleurs récupérée par le milieu « pédophile militant », qui l'utilise comme référence scientifique pour arguer de la non-nocivité des relations sexuelles adultes-enfants et tenter d'obtenir l'abolition de la majorité sexuelle ; elle est utilisée comme argument par certains avocats défendant les auteurs présumés d'abus sexuels sur mineurs,.
La Scientific Review of Mental Health Practice (SRMHP), publiée par le Center for Inquiry, entreprend en 2005 de reproduire l'étude de Rind, Tromovitch et Bauserman, en corrigeant les biais méthodologiques soulignés par les différentes critiques de l'article. Cette nouvelle étude valide certaines des conclusions de la méta-analyse originelle, comme la proportion de personnes traumatisées et les différences de pourcentages dans les dommages psychologiques chez les hommes et les femmes (les femmes étant davantage sujettes à des dommages à long terme). L'analyse de la SRMHP reconnaît cependant les limitations induites par certains biais comme le choix d'une population étudiante, et ne reprend pas la recommandation de Rind d'abandonner le terme d'« abus sexuel sur mineur » en cas de « consentement » de l'enfant. La conclusion des auteurs de cette seconde étude est que les résultats, loin de nier la nocivité des abus sexuels sur mineur, doivent être interprétés comme un message positif, signifiant que l'être humain est capable de surmonter les conséquences psychologiques des abus sexuels. Heather Ulrich, l'un des auteurs de la seconde méta-analyse, utilise par la suite les données recueillies dans le cadre d'une étude sur les différents types de réaction des victimes d'abus sexuel sur mineur. Certains articles scientifiques font parfois référence aux données existant dans l'étude de Rind, Tromovitch et Bauserman sur des rencontres sexuelles « consensuelles » entre des adultes et des mineurs, mais abordent la problématique dans un sens opposé, pour indiquer que l'usage de la contrainte par la force entraîne un traumatisme plus profond dans les cas d'abus sexuel sur mineur.
En 2014, Philip Tromovitch déclare, lors d'un colloque à l'université de Cambridge, que les tendances pédophiles sont « normales et naturelles » chez les hommes.